# Germán Caicedo
Germán Caicedo (Cali, Valle del Cauca, Colòmbia; 25 d'agost de 1977) és un exfutbolista colombià que jugava de migcampista.
A mitjan 2008 arribà a Bogotà per jugar amb La Equidad, club del qual en surt en el mes de novembre de 2009 per anar al Cúcuta Deportivo, club on només va jugar sis mesos. Al segon semestre del 2010 jugà amb l'Amèrica de Cali. Sortí de l'equip a final d'any.

## Clubs
| Club                 | País       | Any         |
| -------------------- | ---------- | ----------- |
| Amèrica de Cali      | Colòmbia   | 1999        |
| Deportes Tolima      | Colòmbia   | 2000 - 2001 |
| Once Caldas          | Colòmbia   | 2001        |
| Deportes Tolima      | Colòmbia   | 2002 - 2003 |
| Deportivo Pasto      | Colòmbia   | 2003        |
| Cortuluá             | Colòmbia   | 2004        |
| Pérez Zeledón        | Costa Rica | 2005        |
| Amèrica de Cali      | Colòmbia   | 2005        |
| Depor FC             | Colòmbia   | 2006        |
| Atlético Huila       | Colòmbia   | 2006 - 2007 |
| Deportivo Cali       | Colòmbia   | 2007        |
| Atlético Bucaramanga | Colòmbia   | 2008        |
| La Equidad           | Colòmbia   | 2008 - 2009 |
| Cúcuta Deportivo     | Colòmbia   | 2010        |
| Amèrica de Cali      | Colòmbia   | 2010        |
| Depor Aguablanca     | Colòmbia   | 2011        |
| Bogotà F.C.          | Colòmbia   | 2011        |

## Palmarès

### Campionats nacionals
| Títol         | Club       | País     | Any  |
| ------------- | ---------- | -------- | ---- |
| Copa Colòmbia | La Equidad | Colòmbia | 2008 |